# Englisch-Walisischer Krieg (1231–1234)
Der Englisch-Walisische Krieg von 1231 bis 1234 war ein militärischer Konflikt zwischen dem Königreich England und den walisischen Fürstentümern unter Führung von Llywelyn ab Iorwerth, Fürst von Gwynedd.

## Ausgangslage
Hubert de Burgh, der Justiciar von König Heinrich III., hatte während seiner Amtszeit mehrere Herrschaften in den Welsh Marches erworben, darunter Montgomery Castle sowie die three Castles Skenfrith, White Castle und Grosmont. Nach einem gescheiterten Feldzug des Königs nach Mittelwales war 1228 zwar ein Waffenstillstand geschlossen worden, doch dennoch kam es in den Welsh Marches weiterhin zu Überfällen und Grenzkämpfen.

## Der Feldzug Heinrichs III. von 1231 und die walisischen Gegenangriffe
Fürst Llywelyn ap Iorwerth versuchte, nach dem Tod der mächtigen Marcher Lords William de Braose, Lord of Abergavenny, William Marshal, 2. Earl of Pembroke und Gilbert de Clare, 1. Earl of Gloucester, die alle drei vor April 1231 starben, seine Stellung in den Welsh Marches auszubauen. Im Mai 1231 konnte die Garnison von Montgomery Castle eine walisische Streitmacht in einem Hinterhalt empfindlich schlagen, die in der Schlacht gefangen genommenen Waliser wurden hingerichtet. Daraufhin lockte Fürst Llywelyn einen Teil der Garnison in einen Hinterhalt und ließ sie niedermachen. Als Reaktion auf diese Angriffe bot Heinrich III. ein englisches Feudalheer auf und zog nach Elfael im südlichen Powys. Dort blieb er jedoch inaktiv und begann nur mit dem Wiederaufbau von Painscastle, das die englische Stellung in Mittelwales verstärkten sollte. Die Waliser griffen dabei wiederholt das englische Heer aus dem Hinterhalt an, dazu unternahm Llywelyn ab Iorwerth im Sommer 1231 einen weit angelegten Raubzug durch die Welsh Marches. Die Waliser zerstörten im Juni die Siedlung bei Montgomery Castle sowie Brecon, Hay, Radnor und Caerleon Castle, anschließend wurden auch Neath und Kidwelly Castle zerstört. Auch Cardigan Castle in Ceredigion konnte erobert werden. Angesichts dieser walisischen Erfolge musste der König in Shrewsbury mit Fürst Llywelyn Verhandlungen aufnehmen. Obwohl im Dezember 1232 ein Waffenstillstand vereinbart werden konnte, scheiterten diese Verhandlungen schließlich. Ein Hauptgrund hierfür war der Angriff von Richard von Cornwall, dem jüngeren Bruder des Königs, und von Richard Marshal, 3. Earl of Pembroke auf das walisische Radnor im März 1233. Bei diesem Angriff, der wahrscheinlich ohne Wissen und Erlaubnis des Königs ausgeführt wurde, vertrieben die beiden Magnaten den walisischen Lord der Herrschaft.

## Llywelyn ab Iorwerth unterstützt die Rebellion des Earl of Pembroke

Wales 1234: grün die walisischen Fürstentümer, orange die Gebiete der Marcher Lords

Die Erfolglosigkeit von Hubert de Burgh in Wales führte im Juli 1232 mit zum Sturz des mächtigen Justiciars. In der Folge erhielt Peter des Roches beherrschenden Einfluss auf die Regierung. Mit dem Sturz von de Burgh fielen die die sogenannten Three Castles wieder an den König, der damit seine Stellung in Südostwales ausbauen konnte. Die Politik von Peter des Roches führte jedoch 1233 zur Rebellion von Richard Marshal, 3. Earl of Pembroke. Nachdem ein am 6. September 1233 zwischen Marshal und dem König geschlossener Waffenstillstand nicht von Dauer war, verbündete sich Marshal, der umfangreiche Besitzungen in Südwales besaß, mit Fürst Llywelyn. Dieses Bündnis widersprach völlig der bisherigen Politik der Familie Marshal gegenüber dem Fürst von Gwynedd und kostete Marshal sicher die Unterstützung durch andere Marcher Lords. Auch für Heinrich III. kam dieses Bündnis sicher überraschend, da er noch im September Erfolg versprechende Friedensverhandlungen mit dem walisischen Fürst geführt hatte. Als es im Oktober 1233 zu neuen offenen Kämpfen kam, griff Marshal zusammen mit Llywelyn Abergavenny, Blaenllyfni und Breconshire an. Dabei konnten sie Abergavenny Castle erobern und zerstören, bevor sie sich wieder zurückziehen mussten. Die einmonatige Belagerung von Brecon Castle durch Fürst Llywelyn scheiterte dagegen. Der Gegenangriff von Heinrich III. endete im November in einer schmählichen Niederlage bei Grosmont Castle, als die verbündeten Rebellen und Waliser in der Nacht vom 11. auf den 12. November in einem Angriff auf das Lager des königlichen Heeres den König und seine Truppen in die Flucht schlagen konnten. Die Rebellen und die Waliser erbeuteten dabei die Ausrüstung und angeblich 500 Pferde des englischen Heeres. Ein Angriff der Waliser auf Monmouth Castle führte am 25. November zu einer blutigen Schlacht, nach der sie die Burg erobern konnten. Im Januar 1234 führten die Waliser zusammen mit den Rebellen einen zerstörerischen Raubzug bis nach Shrewsbury. Ab Ende 1233 belagerte eine walisische Streitmacht unter Führung von Rhys Gryg, Maelgwn Fychan und Owain ap Gruffydd drei Monate lang das südwalisische Carmarthen Castle, ehe ein von Bristol über den Bristol Channel kommendes englisches Entsatzheer unter Führung von Henry de Trubleville die Belagerer besiegen und in die Flucht schlagen konnte. Bei diesen Kämpfen wurde Rhys Gryg, einer der führenden walisischen Lords von Deheubarth tödlich verwundet.

## Scheitern der Rebellion und Abschluss des Vertrags von Myddle
Die Rebellion Marshals wurde von keinem anderen englischen Magnaten unterstützt und war deshalb aussichtslos. Die Finanzen des Königs waren jedoch erschöpft, so dass er kaum die Möglichkeit hatte, die Rebellion militärisch niederzuschlagen. Deshalb vereinbarten Gesandte von Marshal und von Fürst Llywelyn mit einer Gesandtschaft des Königs unter Vermittlung von Bischof Alexander Stavensby von Coventry und Lichfield und Bischof Henry of Sandford von Rochester im April in Brockton in Salop einen Waffenstillstand, der bis zum 25. Juli befristet war. Marshal erreichte diese Nachricht nicht mehr, er war am 1. April in Irland im Kampf gegen Anhänger des Königs schwer verwundet worden und erlag schließlich seinen Verletzungen. Gilbert Marshal, der Bruder und Erbe von Richard Marshal, versöhnte sich mit dem englischen König, worauf auch Fürst Llywelyn am 22. Juni mit dem König in Shropshire den Frieden von Myddle schloss. Dieser zunächst auf zwei Jahre befristete Friedensvertrag bestätigte im Wesentlichen den jeweiligen Besitzstand in Wales.